# Visiter
Visiter è il secondo album in studio del gruppo musicale folk rock statunitense The Dodos, pubblicato nel 2008.

## Tracce
1. Walking – 2:09
2. Red and Purple – 4:40
3. Eyelids – 0:59
4. Fools – 4:43
5. Joe's Waltz – 7:22
6. Winter – 3:44
7. It's That Time Again – 1:29
8. Paint the Rust – 6:15
9. Park Song – 2:49
10. Jodi – 6:14
11. Ashley – 4:04
12. The Season – 6:15
13. Undeclared – 1:53
14. God? – 6:51

## Formazione
Gruppo
- Meric Long - voce, chitarra, tastiere
- Logan Kroeber - batteria, percussioni

Ospiti
- Laura Gibson - voce
- Cory Gray - tromba, corno